# Onthophagus pseudoflexicollis
Onthophagus pseudoflexicollis là một loài bọ cánh cứng trong họ Bọ hung (Scarabaeidae).